# Strada Hanovra
Strada Hanovra (în engleză Hanover Street) este un film romantic și de război americano-britanic din 1979, regizat de Peter Hyams după propriul scenariu și cu Harrison Ford, Lesley-Anne Down și Christopher Plummer în rolurile principale.

## Rezumat
La Londra, în timpul celui de-al Doilea Război Mondial, locotenentul David Halloran, pilotul american al unui bombardier B-25 în cadrul Forței Aeriene VIII cu sediul în Anglia, și Margaret Sellinger, o asistentă medicală engleză, se întâlnesc întâmplător pe Hanover Street.
A doua zi, escadrila lui Halloran este trimisă să bombardeze orașul Rouen. Unul din motoarele avionului este lovit, dar focul este stins. Cimino, bombardierul, îl roagă pe Halloran să-l lase să arunce bombele mai devreme și să se întoarcă, dar Halloran ignoră pericolul și îi ordonă să aștepte până când ajung deasupra țintei, făcându-l să exclame furios că îl urăște pe Halloran.
Halloran și Sellinger se întâlnesc din nou două săptămâni mai târziu într-o misiune secretă pe Hanover Street. În ciuda faptului că ea este căsătorită, ei se îndrăgostesc rapid. Ea încearcă să reziste, dar este atrasă de americanul carismatic. Prin contrast, soțul ei Paul Sellinger este, după propria sa descriere, elegant, plăcut, dar destul de plictisitor. Fost profesor, el este acum un angajat de încredere al serviciilor secrete britanice.

## Distribuție
- Harrison Ford — lt. David Halloran, pilot de vânătoare american
- Lesley-Anne Down — Margaret Sellinger, soția prof. Sellinger
- Christopher Plummer — Paul Sellinger, profesor britanic specialist în spionaj
- Alec McCowen⁠(d) — maiorul Trumbo Marty Lynch
- Michael Sacks⁠(d) — slt. Martin Hyer (copilotul lui Halloran)
- Richard Masur⁠(d) — slt. Jerry Cimino (bombardierul/navigatorul lui Halloran)
- John Ratzenberger⁠(d) — sgt. John Lucas (inginerul/tunarul lui Halloran)
- Jay Benedict⁠(d) — cpl. Daniel Giler (operatorul radio/tunarul lui Halloran)
- Eric Stine — Farrell (tunarul lui Halloran)
- Patsy Kensit⁠(d) — Sarah Sellinger
- Max Wall⁠(d) — Harry Pike
- Shane Rimmer⁠(d) — col. Ronald Bart
- Sherrie Hewson⁠(d) — Phyllis
- Jeff Hawke — Patman (cameo)

## Producție

### Dezvoltare
Cariera lui Peter Hyams a trecut printr-o criză după eșecul filmuluii Peeper (1975). El a scris scenariul filmului Telefon, dar nu a reușit să-l regizeze. A scris apoi scenariul filmului Strada Hanovra și a spus „acesta a fost un scenariu care a atras multă atenție și oamenii l-au dorit. Mi s-a oferit chiar o avere pentru a vinde scenariul, dar să nu-l regizez. Rămăsesem fără bani și aveam o soție și doi copii”. Hyams a afirmat că soția lui i-a spus: „dacă vinzi scenariul, te voi părăsi”, așa că a decis să nu vândă scenariul. Succesul filmului Misiunea Capricorn Unu a făcut ca Hyams să fie acceptat ca regizor al filmului Hanover Street. Finanțarea a fost asigurată de General Cinema.
S-a spus că filmul a fost inspirat de filmul Podul Waterloo (1940) și de „alte filme de acest gen”.

### Alegerea actorilor
Kris Kristofferson a fost ales ca interpret al rolului masculin principal al filmului, iar Genevieve Bujold⁠(d) ca interpretă a rolului feminin principal. Kristofferson a fost atras de secvențele aeriene care existau în scenariu, deoarece a servit timp de cinci ani ca pilot de elicopter în Divizia 82 Aeropurtată a Armatei SUA. Bujold a vrut să joace în film ca urmare a poveștii de dragoste; ea a fost atrasă de ideea unei femei căsătorite care s-a îndrăgostit de un alt bărbat, pentru că așa i se întâmplase în viața reală. Christopher Plummer a semnat pentru a juca al treilea rol principal.
Cu toate acestea, Kristofferson a renunțat să mai joace în film pentru a se concentra asupra muzicii. Harrison Ford, care lucra atunci în Europa la Force 10 from Navarone⁠(d) cu Robert Shaw⁠(d), a fost convins să preia rolul principal.
Când Kristofferson a renunțat, Bujold a decis, de asemenea, să părăsească filmul. Ea a fost înlocuită de Lesley-Anne Down. Down a spus că a citit repede scenariul și doar partea ei. „Mă așteptam să fie siropos, incomod și exagerat și chiar așa a fost”, a spus ea mai târziu despre film.

### Filmări
Ford a spus că a acceptat rolul „pentru că nu jucasem niciodată o scenă de dragoste în toți anii în care am apărut în filme. Am crezut că rolul mă va ajuta să cresc, dar am urât să fac acel film de la început până la sfârșit.” El a spus că „nu a văzut niciodată” filmul. „Ei au vrut să-l promovez, dar nu mi l-au arătat și nu aș plăti niciodată să-l văd. A fost o experiență cumplită.”

## Recepție

### Box office
Filmul a adus încasări de 1,5 milioane de dolari în SUA în 1979 și a fost considerat un eșec la box-office.
Filmul a câștigat o mulțime de fani în rândul pasionaților de aviație datorită secvențelor de zbor.

### Premii
Patsy Kensit a fost nominalizată, dar nu a câștigat, la premiul pentru cea mai bună tânără actriță într-un film la Premiile Tinerilor Artiști (Young Artists Awards) din 1980.